# Lista odcinków serialu anime Jujutsu Kaisen

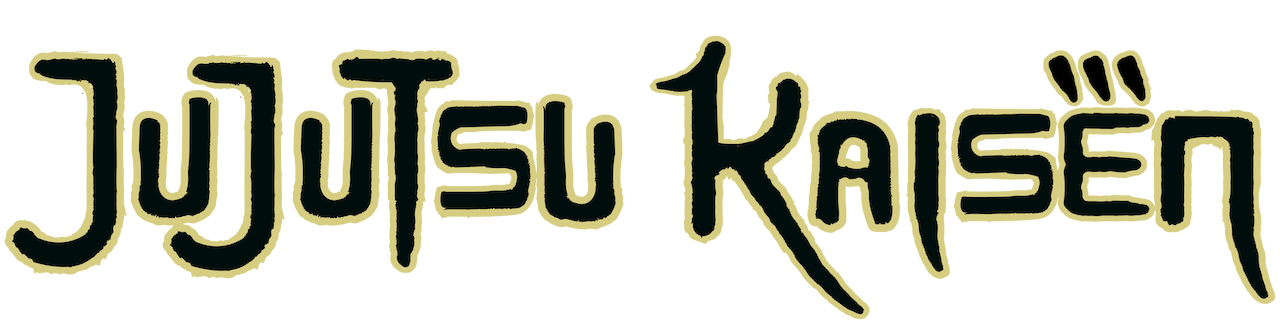
Międzynarodowe logo serii

Artykuł zawiera listę wszystkich wyemitowanych odcinków telewizyjnego serialu anime Jujutsu Kaisen, opracowanego na podstawie mangi autorstwa Gege Akutami. Seria została wyprodukowana przez studio MAPPA i wyreżyserowana przez Sunghoo Parka.
Pierwszy sezon był emitowany na antenach MBS i TBS w bloku programowym Super Animeism od 3 października 2020 do 27 marca 2021.
12 lutego 2022 zapowiedziano powstanie drugiego sezonu. Shōta Goshozono zastąpił Sunghoo Parka na stanowisku reżysera serialu. Emisja rozpoczęła się 6 lipca i zakończyła 28 grudnia 2023.
Wraz z zakończeniem drugiego sezonu ogłoszono powstanie kontynuacji.
W Polsce pierwszy sezon był emitowany na antenie Canal+ Seriale. Seria jest również dostępna za pośrednictwem platformy Canal+ online. Od 31 marca 2025 oba sezony anime są nadawane także w stacji Polsat Games.

## Przegląd serii
| Sezon | Sezon | Odcinki | Premiera serii      | Finał serii     |
| ----- | ----- | ------- | ------------------- | --------------- |
|       | 1     | 24      | 3 października 2020 | 27 marca 2021   |
|       | 2     | 23      | 6 lipca 2023        | 28 grudnia 2023 |

## Lista odcinków

### Sezon 1 (2020–21)
| №  | #  | Tytuł | Premiera             | Premiera w Polsce |
| -- | -- | --- | -------------------- | ----------------- |
| 1  | 1  | Sukuna Ryomen & Itadori Ryōmen Sukuna (両面宿儺)                                                           | 3 października 2020  | 6 czerwca 2024    |
| 2  | 2  | Dla siebie Jibun no tameni (自分のために)                                                                  | 10 października 2020 | 6 czerwca 2024    |
| 3  | 3  | Dziewczyna ze stali Tekkotsu musume (鉄骨娘)                                                               | 17 października 2020 | 6 czerwca 2024    |
| 4  | 4  | Klątwica musi umrzeć Jutai taiten (呪胎戴天)                                                               | 24 października 2020 | 6 czerwca 2024    |
| 5  | 5  | Klątwica musi umrzeć cz. 2 Jutai taiten -ni- (呪胎戴天－弐－)                                              | 31 października 2020 | 13 czerwca 2024   |
| 6  | 6  | Po deszczu Ugo (雨後)                                                                                      | 7 listopada 2020     | 13 czerwca 2024   |
| 7  | 7  | Atak Kyūshū (急襲)                                                                                         | 14 listopada 2020    | 13 czerwca 2024   |
| 8  | 8  | Nudziarz Taikutsu (退屈)                                                                                   | 21 listopada 2020    | 13 czerwca 2024   |
| 9  | 9  | Słabeusz i zemsta na opak Yōgyo to sakabachi (幼魚と逆罰)                                                  | 28 listopada 2020    | 20 czerwca 2024   |
| 10 | 10 | Jałowe przeobrażenie Mui tenpen (無為転変)                                                                 | 5 grudnia 2020       | 20 czerwca 2024   |
| 11 | 11 | Uparciuch Korōshungu (固陋蠢愚)                                                                            | 12 grudnia 2020      | 20 czerwca 2024   |
| 12 | 12 | Do przyszłego ciebie Itsuka no kimi e (いつかの君へ)                                                       | 19 grudnia 2020      | 20 czerwca 2024   |
| 13 | 13 | Do jutra Mata ashita (また明日)                                                                            | 26 grudnia 2020      | 27 czerwca 2024   |
| 14 | 14 | Turniej szkół: Walka w drużynach 0 Kyōto shimai-kō kōryū-kai－Dantai-sen ⓪－ (京都姉妹校交流会－団体戦⓪－) | 16 stycznia 2021     | 27 czerwca 2024   |
| 15 | 15 | Turniej szkół: Walka w drużynach 1 Kyōto Shimai-kō Kōryū-kai－Dantai-sen ①－ (京都姉妹校交流会－団体戦①－) | 23 stycznia 2021     | 27 czerwca 2024   |
| 16 | 16 | Turniej szkół: Walka w drużynach 2 Kyōto shimai-kō kōryū-kai－Dantai-sen ②－ (京都姉妹校交流会－団体戦②－) | 30 stycznia 2021     | 27 czerwca 2024   |
| 17 | 17 | Turniej szkół: Walka w drużynach 3 Kyōto shimai-kō kōryū-kai－Dantai-sen ③－ (京都姉妹校交流会－団体戦③－) | 6 lutego 2021        | 4 lipca 2024      |
| 18 | 18 | Mędrzec Kenja (賢者)                                                                                       | 13 lutego 2021       | 4 lipca 2024      |
| 19 | 19 | Czarny błysk Kokusen (黒閃)                                                                                | 20 lutego 2021       | 4 lipca 2024      |
| 20 | 20 | Nietypowe Kikaku-gai (規格外)                                                                              | 27 lutego 2021       | 4 lipca 2024      |
| 21 | 21 | Jujutsu Koshien Jujutsu kōshien (呪術甲子園)                                                               | 6 marca 2021         | 11 lipca 2024     |
| 22 | 22 | Źródło ślepego oddania Kishu raidō (起首雷同)                                                              | 13 marca 2021        | 11 lipca 2024     |
| 23 | 23 | Źródło ślepego oddania 2 Kishu raidō -ni- (起首雷同 ―弐–)                                                  | 20 marca 2021        | 11 lipca 2024     |
| 24 | 24 | Wspólnicy Kyōhan (共犯)                                                                                    | 27 marca 2021        | 11 lipca 2024     |

### Sezon 2 (2023)
| №  | #  | Tytuł                                                                     | Premiera             | Premiera w Polsce |
| -- | -- | ------------------------------------------------------------------------- | -------------------- | ----------------- |
| 25 | 1  | Ukryte zapiski 1 Kaigyoku (懐玉)                                          | 6 lipca 2023         | 2 maja 2025       |
| 26 | 2  | Ukryte zapiski 2 Kaigyoku -ni- (懐玉－弐 －)                              | 13 lipca 2023        | 5 maja 2025       |
| 27 | 3  | Ukryte zapiski 3 Kaigyoku -san- (懐玉－参－)                              | 20 lipca 2023        | 6 maja 2025       |
| 28 | 4  | Ukryte zapiski 4 Kaigyoku -shi- (懐玉－肆－)                              | 27 lipca 2023        | 7 maja 2025       |
| 29 | 5  | Przedwczesna śmierć Gyokusetsu (玉折)                                     | 3 sierpnia 2023      | 8 maja 2025       |
| 30 | 6  | Tak już jest Sō iu koto (そういうこと)                                    | 31 sierpnia 2023     | 9 maja 2025       |
| 31 | 7  | Wieczorny festyn Yoimatsuri (宵祭り)                                      | 7 września 2023      | 12 maja 2025      |
| 32 | 8  | Incydent w Shibuyi Shibuya jihen (渋谷事変)                               | 14 września 2023     | 13 maja 2025      |
| 33 | 9  | Otwarcie bramy Shibuya jihen kaimon (渋谷事変 開門)                       | 21 września 2023     | 14 maja 2025      |
| 34 | 10 | Pandemonium Konran (昏乱)                                                 | 28 września 2023     | 15 maja 2025      |
| 35 | 11 | Seans Kōrei (降霊)                                                        | 5 października 2023  | 16 maja 2025      |
| 36 | 12 | Tępy nóż Dontō (鈍刀)                                                     | 12 października 2023 | 19 maja 2025      |
| 37 | 13 | Krwista łuska Sekirin (赫鱗)                                              | 19 października 2023 | 20 maja 2025      |
| 38 | 14 | Wahanie, cz. 1 Yōtō (揺蕩)                                                | 26 października 2023 | 21 maja 2025      |
| 39 | 15 | Wahanie, cz. 2 Yōtō -ni- (揺蕩－弐 －)                                    | 2 listopada 2023     | 22 maja 2025      |
| 40 | 16 | Grzmot, cz. 1 Hekireki (霹靂)                                             | 9 listopada 2023     | 23 maja 2025      |
| 41 | 17 | Grzmot, cz. 2 Hekireki -ni- (霹靂－弐－)                                  | 16 listopada 2023    | 26 maja 2025      |
| 42 | 18 | Dobre i złe Rihi (理非)                                                   | 23 listopada 2023    | 27 maja 2025      |
| 43 | 19 | Dobre i złe, cz. 2 Rihi -ni- (理非－弐 －)                                | 30 listopada 2023    | 28 maja 2025      |
| 44 | 20 | Dobre i złe, cz. 3 Rihi -san- (理非－参－)                                | 7 grudnia 2023       | 29 maja 2025      |
| 45 | 21 | Metamorfoza Henshin (変身)                                                | 14 grudnia 2023      | 30 maja 2025      |
| 46 | 22 | Metamorfoza, cz. 2 Henshin -ni- (変身－弐－)                              | 21 grudnia 2023      | 2 czerwca 2025    |
| 47 | 23 | Incydent w Shibuyi: Zamknięcie bramy Shibuya jihen heimon (渋谷事変 閉門) | 28 grudnia 2023      | 3 czerwca 2025    |